# Daphoenodon

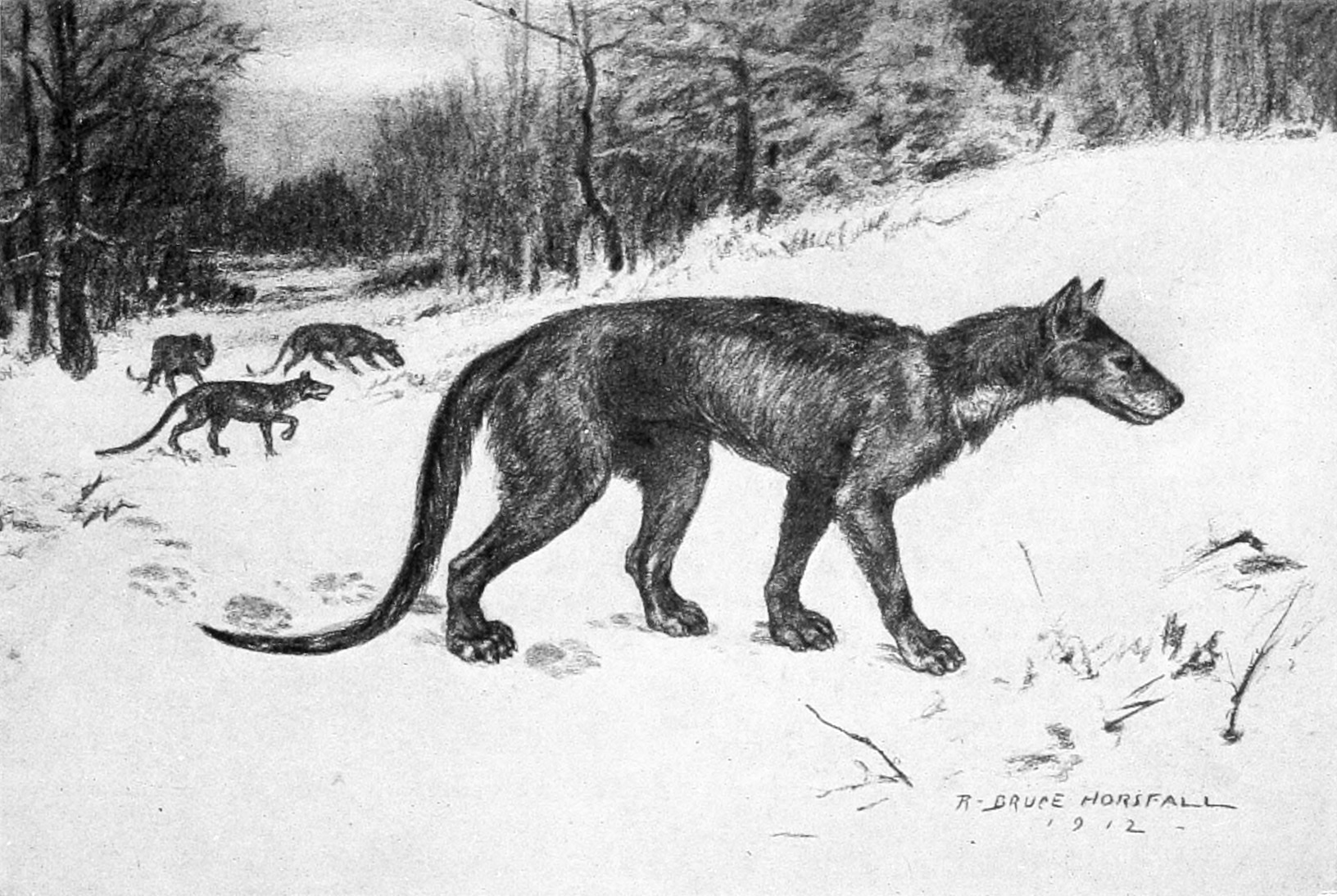
Restauración de D. superbus

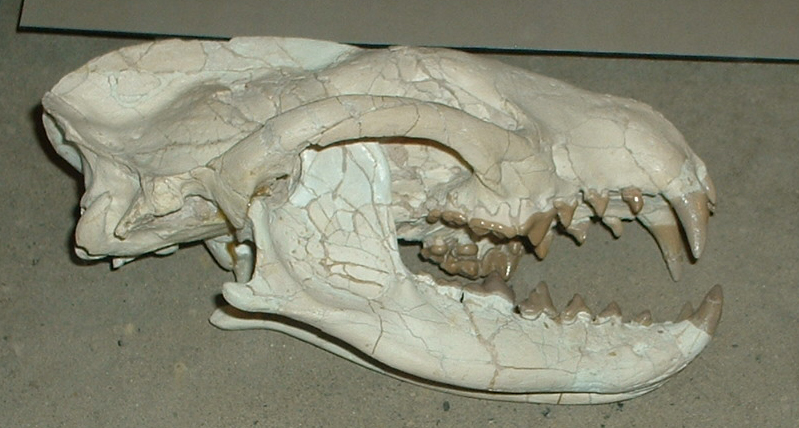
cráneo D. superbus

Daphoenodon es un género extinto de  pequeño mamífero carnívoro de la familia Amphicyonidae (oso-perro) que vivió durante el  Mioceno en América del Norte,  hace entre 20,43,—15,97 millones de años aproximadamente.